# コロラド州議会元老院
コロラド州議会元老院（英語:The Colorado State Senate）は、アメリカ合衆国コロラド州の州議会であるコロラド州議会の上院にあたる。2000年の国勢調査によると、人口約12万3千人の選挙区から選出された35人の議員で構成される。上院議員は4年の任期で選出されるが、連続2期までしか務めることができない。任期制限のある上院議員は、1期（4年間）の任期を終えると、再び立候補できるようになる。
州上院は、デンバーのコロラド州会議事堂で招集される。

## 歴史
コロラド州議会の最初の会議は、1876年11月1日から1877年3月20日まで開催された。ラファイエット・ヘッドが初代州上院議長に就任した。
副知事は、1974年に州憲法第5条第10項が改正され、コロラド州上院が自らのメンバーの中から議長を選出できる権利が与えられるまで、上院議長を務めていた。フレッド・アンダーソンは、この改正後に初めて選出された上院議長である。ルース・ストックトンは、1979年から1980年まで上院仮議長を務めた初の女性である。

## 任期及び議員要件
州上院は、4年任期で選出される35人の議員で構成される。議員の半数は知事選挙と同じ年に、残りの半数は大統領選挙と同じ年に選出される。
州議会議員の任期は連続2期、8年間に制限されている。任期制限のある元議員は、4年間の休会期間を経た後、再び立候補することができる。議席に空席が生じた場合、特別選挙ではなく、政党の空席委員会が後任を選ぶのが一般的である。州議会議員の任期の前半を埋める空席任命者は、次の偶数年の11月の選挙で、州議会議員の任期の残余期間について、任命された議席の選挙に立候補しなければならない。

## 権限及び立法プロセス
以下に挙げる顕著な例外を除き、州上院はアメリカ合衆国上院と非常に似た方法で運営されている。
通常会は毎年開催され、遅くとも1月の第2水曜日までに開始される。通常会議は最長120日間まで開催される。特別会は、コロラド州知事の要請により、または各院の議員の3分の2以上の書面による要請により、いつでも招集することができるが、頻繁には招集されない。州議会のいくつかの委員会は、通常会と通常会の合間に活動し、通常会の合間には州議会の承認なしに措置を講じる権限に限られている。
両院の合同手続き規則では、ほとんどの法案を毎年の立法会期のはじめに提出し、立法手続きの各段階の完了期限を厳守することが義務付けられている。合同手続規則ではまた、各議員が提出できる法案は年間5件までと制限されており、拘束力のない決議案、統一法、中間委員会法案、および歳出法案については、一定の例外が認められる。連邦議会のほとんどの議員は、立法会議が開会する前に、その会議中に提出する法案（またはその大半）を決定しており、会議が開会した後は、選挙区の要請に応じて議員が新たな法案を提出できる機会が制限される。
議会で可決された法案のほとんどには「安全条項」（法案が緊急を要する事項に関するものであることを示す立法宣言）が含まれており、特に規定がない限り、立法会議期終了後の7月1日に発効する。安全条項を含まない法案も制定されており、その場合、発効前に法案を住民投票にかけるよう請願することが可能であり、特に規定がない限り、立法会議期終了後の8月に発効する。
コロラド州議会には、アメリカ合衆国上院における議事妨害に類似する制度は存在しない。また、州副知事は、州議会の両院において、議事進行や同数票の決着を行う権限を持たない。州行政部門の新ルールは毎年議会で審査され、議会は毎年その一部を無効にしている。
連邦最高裁は、各裁判官職の創設を承認しなければならないが、州裁判官の任命や留任には関与しない。
多くの州政府機関やプログラムは「サンセットレビュー」の対象となっており、州議会が再認可を行わない場合は自動的に廃止される。
1885年、州上院は、メソジスト巡回布教宣教師のジョン・ルイス・ダイアー牧師を初の州議会議事堂チャプレンに任命した。

### 州予算編成プロセス
知事は、毎年、その年の立法会議に先立ち、共同予算委員会に予算案を提出する。コロラド州の会計年度は7月1日から6月30日までである。
州議会に提出された法案は、財政への影響について超党派の州立法担当機関により評価され、財政への影響がある場合は、歳出法案で規定されなければならない。
「ロングビル」（Legislation on Operations and Normal Governance）と呼ばれる州予算は、毎年、州議会の合同予算委員会によって作成される。ロングビルを提出し、その最初の委員会審査を行うのは、下院と上院が交互に担当する。州議会は、多額の負債を負う場合、税金を引き上げる場合、州憲法で定められた支出制限を増やす場合、有権者の承認を得る必要がある。また、初頭教育に関する州憲法上の支出制限を順守することも義務付けられている。知事は、歳出項目ごとに拒否権を行使できる。

## 現在の構成
2010年の国勢調査によると、各州の上院議員は143,691人の有権者を代表している。2020年の選挙の結果、民主党が上院の過半数の議席を維持することとなった。現在、第73議会では、民主党が21議席、共和党が14議席を占めており、上院では民主党が過半数を占めている。
2022年の選挙では、上院議席17議席が改選となった。その結果、第74議会開会の際の州上院の構成は、民主党23名、共和党12名となる見込みである。
民主党が多数派を占める上院では、スティーブ・フェンバーグが議長に就任した。

## 指導部
| 役職               | 氏名              | 政党       | 選挙区 |
| ------------------ | ----------------- | ---------- | ------ |
| 上院議長           | Steve Fenberg     | Democratic | 18     |
| 上院仮議長         | James Coleman     | Democratic | 33     |
| 多数派院内総務     | Robert Rodriguez  | Democratic | 32     |
| 多数派院内総務補佐 | Faith Winter      | Democratic | 25     |
| 多数派院内幹事     | Julie Gonzales    | Democratic | 34     |
| 多数派党員総会幹事 | Janet Buckner     | Democratic | 29     |
| 少数派院内総務     | Paul Lundeen      | Republican | 9      |
| 少数派院内総務補佐 | Bob Gardner       | Republican | 12     |
| 少数派党員総会幹事 | Jim Smallwood     | Republican | 2      |
| 少数派院内幹事     | Barbara Kirkmeyer | Republican | 23     |

## 上院議員名簿
| 選挙区 | 氏名                   | 政党       | 居住地            |
| ------ | ---------------------- | ---------- | ----------------- |
| 1      | Byron Pelton           | Republican | Sterling          |
| 2      | Jim Smallwood          | Republican | Sedalia           |
| 3      | Nick Hinrichsen        | Democratic | Pueblo            |
| 4      | Mark Baisley           | Republican | Sedalia           |
| 5      | Perry Will             | Republican | New Castle        |
| 6      | Cleave Simpson         | Republican | Alamosa           |
| 7      | Janice Rich            | Republican | Grand Junction    |
| 8      | Dylan Roberts          | Democratic | Eagle             |
| 9      | Paul Lundeen           | Republican | Colorado Springs  |
| 10     | Larry Liston           | Republican | Colorado Springs  |
| 11     | Tony Exum              | Democratic | Colorado Springs  |
| 12     | Bob Gardner            | Republican | Colorado Springs  |
| 13     | Kevin Priola           | Democratic | Aurora            |
| 14     | Joann Ginal            | Democratic | Fort Collins      |
| 15     | Janice Marchman        | Democratic | Loveland          |
| 16     | Chris Kolker           | Democratic | Centennial        |
| 17     | Sonya Jaquez Lewis     | Democratic | Lafayette         |
| 18     | Steve Fenberg          | Democratic | Boulder           |
| 19     | Rachel Zenzinger       | Democratic | Arvada            |
| 20     | Lisa Cutter            | Democratic | Evergreen         |
| 21     | Dafna Michaelson Jenet | Democratic | Commerce City     |
| 22     | Jessie Danielson       | Democratic | Wheat Ridge       |
| 23     | Barbara Kirkmeyer      | Republican | Brighton          |
| 24     | Kyle Mullica           | Democratic | Northglenn        |
| 25     | Faith Winter           | Democratic | Thornton          |
| 26     | Jeff Bridges           | Democratic | Greenwood Village |
| 27     | Tom Sullivan           | Democratic | Centennial        |
| 28     | Rhonda Fields          | Democratic | Aurora            |
| 29     | Janet Buckner          | Democratic | Aurora            |
| 30     | Kevin Van Winkle       | Republican | Highlands Ranch   |
| 31     | Chris Hansen           | Democratic | Denver            |
| 32     | Robert Rodriguez       | Democratic | Denver            |
| 33     | James Coleman          | Democratic | Denver            |
| 34     | Julie Gonzales         | Democratic | Denver            |
| 35     | Rod Pelton             | Republican | Cheyenne Wells    |